# 創造論
創造論（そうぞうろん）とは、宇宙や生命などの起源を創世記に書かれた「創造主なる神」に求める考え方であり、「創造主なる神」によって天地万物の全てが創造されたとする様々な議論のことである。
創世記を教典に含む宗教には、ユダヤ教、キリスト教、イスラム教があるが、これらはいずれも創造についての教えがある。
創造の具体的な過程については、創造の過程に進化的な要素を含むか含まないか、創造に要した時間はどれぐらいか、などの点で異なるいくつかの説がある。

## 歴史

### 自然神学
1517年のプロテスタントの宗教改革は、中世のローマ教会が聖書の字義通りの意味を軽視していると考えたために、字句どおり聖書を読むことを強調した。マルティン・ルターは天地創造が文字通り6日間で6000年前ほどになされたと主張し、「モーセは誰にでもわかるように書いた」とした。ヘビは寓話的に理解している。ジャン・カルヴァンも同様に、天地創造が瞬時になされたことを否定した。
新大陸の発見により、生物の多様性の理解が深まり、これらの種が神によって個々に創造されたという確信が強まった。1605年にフランシス・ベーコンは、神によって書かれた自然と、神によって書かれた神のことばとしての聖書を強調し、またベーコンは現代の科学にとっても中心的な経験的なアプローチを導入した。自然神学はキリスト教を裏付けるために発展した。
1650年にジェームス・アッシャー大主教は、天地創造が紀元前4004年とし、この見解は多く採用されたが、18世紀から19世紀に地層と化石が発見され、古い地球が考えられた。天変地異説はイングランドで採用されたもので、創造論にもいくつか説があり、1850年ぐらいまでに多くの地質学者とキリスト教徒は古い地球説を採用したが、進化論は拒否した。
ここで言う進化論とは科学的な、人類を含む進化論であって一部の創造論者は科学者が認めるよりはるかに急進的な進化を主張している場合がある。現実に存在する膨大な種とノアの方舟を整合させるため「大型の猫科肉食動物」からライオン、トラ…がわずか数千年で分岐した、などが典型例。

## 創世記解釈としての創造論
創造論には創世記の記述の解釈の仕方の違いによるいくつかの説がある。それらの中には現在では支持者がおらず廃れてしまったものもある。
|                            | 人間             | 種                                   | 地球                                                                 | 宇宙の年齢               |
| -------------------------- | ---------------- | ------------------------------------ | -------------------------------------------------------------------- | ------------------------ |
| 若い地球説                 | 神が直接創造した | 神が直接創造した 大進化を否定        | 10,000年以内                                                         | 10,000年以内             |
| 断絶説                     | 神が直接創造した | 神が直接創造した 大進化を否定        | 科学の長い年代を認める。世界的なノアの洪水によって世界は再構成された | 科学の長い年代を認める   |
| 漸進的創造説               | 神が創造した     | 直接の創造 + 進化 祖先は一つではない | 科学の長い年代を認める。世界的なノアの洪水を否定                     | 科学の長い年代を認める   |
| インテリジェント・デザイン | デザイナーの干渉 | デザイナーの干渉                     | デザイナーの干渉                                                     | 科学の長い年代を認める   |
| 進化的創造論               | 進化             | 一つの祖先から進化した               | 科学の長い年代を認める。世界的なノアの洪水を否定                     | 科学の長い年代を認める。 |

### 若い地球説
神が創造した六日間と、安息された七日目の一日は文字通り24時間であったと解釈する説。天地創造は、アダムの創造から家系譜を計算して今から数千年前-1万年前とされる。
1654年に、英国国教会のアイルランド大主教ジェームズ・アッシャーとケンブリッジ大学副総長 ジョン・ライトフットが聖書の記述から逆算し、天地創造は西暦でユリウス暦の紀元前4004年10月18日～24日にかけて起こり、アダム創造は紀元前4004年10月23日午前9時と算出し、長らくキリスト教圏ではこの年代が信じられてきた。その他にも天地創造の年代には諸説ある。
聖書無謬の創造論では、宇宙の始まりから現在までの過程についても聖書に誤りが無く、旧約聖書『創世記』の記述が文字通り正しいという聖書無誤説をとり、生物種はそれぞれ独立に創られたとしている。初期のキリスト教根本主義の中には創造的進化論を採用する者もおり、根本主義者は必ずしもこの説を採ったわけではない。

#### 創造科学
聖書の真理を与えられているとの確信に立って、聖書を中心に論じ、進化論を退けるために、科学を道具として用いる。科学は神学によって導かれるべきだとし、進化論には根拠がないと主張する。それに関与する学者・科学者を「クリエーショニスト」と呼ぶ。特徴として若い地球説がある。

### 古い地球説
近代科学の地球の古い年代を認める説。断絶説、漸進的創造論を含む。

#### 断絶説（間隙説、ギャップ・セオリー）
創世記1章1節と1章2節の間の創造以前の状態、に長い時間（数十億年）があったとする説。
単に長い時間の間に創造的進化論を当てはめる考えと、この中に二回創造説の最初の時代があり1章2節が二回目の創造であるとする考えがある。

#### 長期説（1日＝1時代説）
創世記中で「日」と訳されるヘブライ語ヨームには「長い時間、特別な出来事の時」という意味があり、創造の六日間が数千年、あるいは数十億年の期間であったと考える（創造の1日を千年あるいは数十億年の長期とし、×6の期間で創造）。
神が時間をも作ったと考えるならば創造の最初の時間、六日間はまさに「特別な出来事の時」として理解できる。また「長い時間＝千年」を、アダム、ノア、アブラハム、ダビデ、キリストまでがそれぞれ約千年、キリストから現代までを2千年＝合計6千年として予型や雛形としての側面から聖書を読み取る神学的解釈と字義解釈は矛盾しない（ペテロの手紙第二3:8）。
この長期説をとる立場の中には、七日目の安息日が終わったという記述がないこと、またヘブル書4章の記述などから、創世記2章3節から終末までの人類の歴史全体を七日目であると解釈する立場もある。

#### 進化的創造説（有神論的進化論）
単体で用いられる説ではなく、上記の「断絶説」「長期説」に含まれる長い時間の中で生命の進化があり、その過程において神の意思が反映されたとするもの。また、創造論と進化論 は必ずしも対立しないとし、神の意志によって進化がなされたとするため「進化的～」と呼ばれているが進化論を積極的に支持しているのではないとしている。人によっては「断絶説」「長期説」以外の説にも適用して用いる場合もある。

### 霊魂に着目する解釈

#### 伝達説
テルトゥリアヌスの説。肉体と霊魂はアダムにおいて創造され、自然生殖によって伝達されたとする。

#### 霊魂創造説（創造神学）
肉体の発達の初期段階に、神が直接創造した霊魂が肉体に注入される。アリストテレス、ペラギウス、また、トマス・アクイナスらカトリック教会の神学者の多くが唱えたとされる説。

### 新約聖書を用いる解釈

#### 枠組み説
6日間の出来事は創造の順番として理解する説。聖書の主題は人類の救済であるとし、聖書の記述が科学的に全て解明されたわけではないため、聖書の創造の記述について一般的な解釈である枠組み説に立つ創造論支持者も多い（テトス3:9等）。

#### 二回創造説
第一の創造の後、ルシファー（サタン＝悪魔）に率いられた天使（堕天使＝悪霊）らの反乱が起こり、その戦乱で世界は破壊されてしまったので、ミカエル率いる天の軍勢が堕天使を制圧し地獄に幽閉した後、神が世界を造り直した過程が第二の創造だとする説（黙示録12章2~9節、ペテロの手紙第二2:4）。
英語訳聖書で以前、地獄と訳されていた「ハデス」を現在は音訳にするものが多く、日本語では音訳あるいは「黄泉」（よみ）と訳して地獄と明確に区別している。人間は死後、自動的に地獄や天国に行くのではなく最後の審判があり、神による死者の裁きがあった後に「よみ」さえも落とされる場所が地獄であり、まだ形成されていないため字義的に二回目の創造は黙示録の記述にある神が創造する「新しい天と地」となる。この場合第一と第二の創造は字義解釈に取り込まれる。

### 化石等の観測に基づく解釈

#### 複数回創造説
フランスの博物学者ジョルジュ・キュヴィエは天変地異説を提唱した。キュヴィエはほ乳類化石の専門家であったが、化石として発見される動物は現在ほとんど見られず、逆に現在見られる多くの動物は化石として発見されることがない。この矛盾を解決するため、ノアの洪水伝説を流用し、同様な大災害が複数回起こったのだと論じた。彼自身は神による創造には言及していないが、彼の弟子筋や、後続の学者には、彼の天変地異説と結びつけ、神による創造は何度も、たびたび行われたのだと考えたものがいる。19世紀には多くの博物学者・地質学者が創造論者でもあり、現実に観察される生物や地球と聖書の記述を合致させようと様々な説が提示された。本説も、オムファロス説もそれらのうちの一つ。

#### オムファロス仮説
イギリスの自然学者フィリップ・ヘンリー・ゴスが1857年に提唱した。歴史の存在を想像させる地質学的、生物学的、その他ありとあらゆる証拠（化石、地層、年輪など）は、それを含めた完全な形で地球は紀元前4004年に創造された、とする。

### 宗教ごとの解釈

#### 異教的創造説
この節では異教とキリスト教が結びついた創造説について記述する。
紀元後1世紀、アレクサンドリアのフィロンによって、イデア界の霊的創造（創世記1章1節から3節）がデミウルゴス（造物主）による物質界創造（同1章4節以降）に先立って起こったとする説が説かれた。これを二段階創造説という、フィロンは創造の第1日をイデア界の創造として把握し、対して、第2日以降に詳細に展開される創造の過程を、イデアに基づく現実界の創造と考えた。ここには、プラトンの『ティマイオス』における「イデアのみやり」による工匠・造物主の世界の創造論と聖書の創造記述の結びつきによる把握がある。創世記2章には「われわれの形（エイコーン）にしたがって」（七十人訳聖書）という個所があり、創造は「エイコーンにしたがって」なされたと考える余地があった。そして中期プラトンにおいて、エイコーンはイデアと互換な概念であり、この語はいわばイデア論と創世記の創世神話をむすぶ蝶番となったのである。
この二段階創造論と同じ発想は、グノーシスにもみられる。グノーシスもまたプラトン思想の影響下にあり、むしろさらに感覚的・肉的なものへの嫌悪を受け継いでいる。グノーシスでは、神の作った善なる霊的世界と、デミウルゴスの模倣により悪なる劣った肉的な世界の二段階の創造が考えられた。この説は、他のグノーシスの教説とともに、のちのキリスト教会からは異端とみなされた。
一方、正統教会のなかにも、異教的な背景をもつ自然学と創世記の創世神話を調和的にむすびつけようとする試みが為された。このとき、自然は、聖書文書とともに「神の業」をあらわす書物であるかのように考えられた。4世紀、多神教的異教は依然として勢力を保っており、したがって、この時代の護教的な文脈のなかでは、両者の一致をいうことは有益であると思われた。例えばカエサレアのバシレイオスは、『ヘクサエメロン』（六日の書、中世思想原典集成2・平凡社収録）を著し、創造説についての記述を行った。

#### イスラム教の創造説
イスラム教でも『コーラン』に基づく創造説がある。そして、これに基づき創造科学を主張する一派も存在している。

### その他の解釈

#### 堕落前の世界と堕落後の世界
全的堕落前と堕落後の世界は相違しており、堕落後の世界に生きている人間がアダムの堕落前の世界を科学的に解明することはできないとする説。

#### 高等批評学、文書仮説
事物の創造順が異なるため統合できないとする文献批判の聖書学により創世記をP典とJ典（2章4節から）の二つに分類して創造説話を解釈するもの。高等批評学、文書仮説では『創世記』の第一章天地創造でエロヒムが植物・動物・人（男と女）の順で天地を完成させたとしているのに対し、第二章では第一章とは異なる順序、つまり、アダム・植物・動物・女イシャー（後にイブという名になる）の順にヤハウェ・エロヒムが創ったとしている点に着目し、創世記の記述を文字通りに解釈するものではないと主張している。

#### インテリジェント・デザイン（ID）
近年のアメリカで始まったもので、聖書から科学的に論証しようとする宗教的な論説の創造科学を基礎にして、より多くの人々に受け入れられるように、全てを創った存在を「創造者（神）」と言わず「偉大なる知性（インテリジェント）」と表現し、この知性によって宇宙・地球が設計（デザイン）され、創造されたとするもの。創造科学と違い若い地球説を採らない。

## キリスト教の教理・教義・神学としての創造論
創造論は術語としては近年のキリスト教（特にプロテスタント）で使われるようになったものである。しかし神により世界が創造されたとする考え方については、聖書を根拠とする歴史的伝統がある。
キリスト教の正統信仰を規定する基本信条である使徒信条、原ニケア信条、ニカイア・コンスタンティノポリス信条は、神をまず創造主として告白している。従ってキリスト教において創造は必須の基本教理・教義である。ただしその創造をどのように理解するかについては、キリスト教内に見解の差異がある。

### 古代から教父時代の創造論の例
エイレナイオスはギリシャの異教哲学を退け、神による無からの創造を主張した。テルトゥリアヌスは神の意志を強調した。アウグスティヌス、ジャン・カルヴァンの神学に見られる創造の教理は創造主である神と被造物を区別し、神の創造を認めることに中心がある。アウグスティヌスは神が時間も創造したと教え、これは現代の思想にも影響を与えている。
無からの（ex nihilo）創造の教理は、グノーシス主義の異端に対して強調された。トマス・F・トーランスは、初代教会がグノーシスと対決し、ヘレニズムと東洋的な仮説を退けたとする研究を発表した。

### 現代の創造説

#### 正教会における見解
正教会もこの世が神によって創造された事は疑わない。しかしながら旧約聖書、特に創世記にある世界の創造の記述について、どこまで創造が記述された通りに行われたか、また生物の進化をどこまで認めるかといった問題については、正教会内でも見解の差がある。さらに、こうした見解の差を解消して教義化したり、非妥協的な答えを出したりするといった事はこれまで行われていない。確かに教義とされているのは、唯一の真の神がこの世の一切を創造したこと、人が被造物の中で特別に唯一、神の像と肖に似せて創られたことである。
こうした正教会における創造を巡る理解は、科学の発達した近現代に始まるものではない。4世紀には既にニッサのグリゴリオスが創世記の冒頭部分につき、「歴史であるよりはむしろ物語のかたちを借りた教義である」と述べたことを、英国在住の府主教カリストス・ウェアが著書で引用している。
ロシア正教会渉外局長も務めるイラリオン・アルフェエフ府主教は著書『信仰の機密』において、聖書の史実は実際の歴史であって寓話でも比喩でもないが、古代のあらゆる記述と同様に象徴言語で書かれているため、聖書を読むのにあたっては単語のひとつひとつ、形象のひとつひとつを解釈しなければならないのであり、聖書に書かれたことは最後の一字まで真理であるが、全てを文字通りに解釈すべきではないとし、聖書の記述を「象徴的記述」であるとしている。

#### カトリック教会における見解
カトリックは本来、創造論を支持するが、1996年10月にローマ教皇ヨハネ・パウロ2世が、「進化論は仮説以上のもので、肉体の進化論は認めるが、人間の魂は神に創造されたもの」だと述べた。

#### プロテスタントにおける見解
支持者によって20世紀最大の神学者と称される新正統主義のカール・バルトは、未完の主著「教会教義学」全4巻における第3巻、邦訳全36分冊中11冊分を創造説に割いている。
バルトに師事したトーマス・トーランスは師であるバルトと見解を異にし、神学が自然科学に基礎付けられるのではなく、逆に科学が神学に基礎付けられるべきであり、その方が真実に近いとしている。
内田和彦は進化論を受け入れる立場が部分的霊感説になるとしている。しかしながら福音主義の神学者の中には有神的進化論を受け入れるものも多数存在する。日本基督教団亀有教会牧師鈴木靖尋は、日本基督教団の牧師の95%が部分霊感であり、有神的進化論の支持者であるとしている。

#### 創造論の神学的意義
神学的に創造の意義について洞察を深める場合も「創造論」と称される。
前述の通り、ユダヤ教徒・キリスト教徒・イスラム教徒は、理解の差こそあれ基本的に創造説を受け入れている。
特に、聖書は十全に信頼するに値する書物と信じるキリスト者は、宇宙の始まりから現在までの過程は旧約聖書の『創世記』の記述の通りであり、生命はそれぞれの「種」が個別に創造された不変のものであると信じている。
ある書物、文献を読解あるいは研究、調査をする場合にはまずは読んで字のごとくに解釈しつつ、文脈からその文章を解釈する事がまずなされるべき姿勢である。しかし聖書が持つその独自性から多くの部分を予型、雛形、比喩、としても読み取ることが出来るため横道にそれてしまい聖書の存在の目的である、個々の人格的救いをもたらす信仰を損ない、健全な教義や信仰の破綻あるいは異端に及ぶ危険性を孕んでいる。神が聖書の記述通りに生命や世界をされたことを字義的に解釈することは、それぞれの教派間にも聖書信仰による一致をもたらす原動力になるものと思われる。
また聖書は考古学的にも信頼できるものだという認識が、19世紀末からの考古学的発見によって高まって来ており、書簡の多くの部分でその歴史的記述の正しさが実証されている。さらに人間の持つ弱さ、罪の性質から来る因習や伝統的慣例などの間違いを正す力を持っている。信仰者が御言葉により霊の糧を与えられているのはいうまでもないが信仰者のみならず、現実の社会に多大な影響を与えてきた書物である。この聖書を神の言葉として信ずるに値するものであること、進化論的価値観から聖書的世界観への変換（パラダイムシフト）という新しい視点を与える創造論は意義あるものと言える。

## 創造論の影響

### アメリカ合衆国
アメリカ合衆国では『創世記』をそのまま信じている人はかなりの割合であると言われ、論争が起こってきた。その中には、進化論を教えるならば同じ時間だけ創造論も教えるべきであるという主張や、創造主の存在を出さずに創造論を暗に示唆するインテリジェント・デザイン論など立場は多様で、複雑である。一部の州では生物の教科書で「進化論」を教える派と「創造論」を教える派が真っ向から対立し社会問題化することもあった（スコープス裁判など）。インテリジェント・デザイン論を公教育に取り入れようとする動きに対して反対派が創造主がスパゲッティ・モンスターであるというパロディ宗教「空飛ぶスパゲッティ・モンスター教」を創設して抗議運動を起こした。
近年アメリカで創造論を支持する人が増加しているのは福音派の影響というよりも、それぞれの専門家が議論を交わすテレビ討論番組などの放送が大きく影響しているようである。民間の統計では国民の50%を超える人々が神が人間を創造した事を信じているという数字が出ている。
創造論は 聖書根本主義者の間違った主張であるとする立場では、創造論者の総称として「ファンダメンタル」と呼ぶこともある。創造論の間違いを主張する媒体はインターネット上でも見られる。過激な活動で影響を与えようとする創造論者がアメリカには存在しており、それに対する拒絶反応が創造を信じないリベラル派（自由主義神学）に創造論を非難する理由を与えている。

### 日本
仏教では創造神や創造論という概念を否定する。世界は因果によって生じたのでありヤハウェのような創造神はいない。『大悲経』によれば梵天（ブラフマー）は我こそが世界の創造神であると称していたが、釈迦に「ではあなたは誰によって創造されたのか？」と問われ答えることができず、自らが創造神だという考えを改めたという。
江戸時代の儒学者で幕府の役人だった新井白石は、密入国した宣教師シドッチの取り調べでシドッチの知識の豊富さに好印象を持っていた。しかしシドッチの一番の目的であったキリスト教に対しては「デウス自体を何ものかが造って、天地がまだ存在しない時点で生れたことになる。そうでなくてデウスが自ら勝手に生れるのなら、天地も勝手に生まれておかしくない」「デウス自身が皆を善人につくって、全員をその教えに従わせればいいではないか。それができないで、世界中の人を洪水で絶滅させるとは何事か」(現代語訳)などと冷淡な感想を述べており、仏教に比べても劣っているとして禁教を正当化した。
日本では創造論を初等教育で教えるように求めて裁判に訴えた例は2020年時点ではないが、保守的な福音派の教会においては創造の教理は信じられている。また、学校教育では進化論を教えるため、チャーチスクールやホームスクーリングで子弟を教育する教会や家庭もある。ただし日本におけるキリスト教の信仰者は国民人口の1%に満たない上、そのなかでも保守派教会の信徒は少数派であるため、影響は限定的である。